# واحد سخنگوی نیروهای دفاعی اسرائیل
واحد سخنگوی نیروهای دفاعی اسرائیل (انگلیسی: IDF Spokesperson's Unit) واحدی در اداره عملیات نیروهای دفاعی اسرائیل است که مسئولیت سیاست‌گذاری اطلاعات و روابط رسانه‌ای را برعهده دارد. این واحد توسط سخنگوی نیروهای دفاعی اسرائیل، با درجه سرتیپی و عضو ستاد کل و معاون سخنگوی آن، با درجه سرهنگی، رهبری می‌شود. از مارس ۲۰۲۵ سخنگوی آن سرتیپ افی دفرین است.
واحد سخنگوی نیروهای دفاعی اسرائیل در سال ۱۹۴۸ تأسیس شد. شعبه رسانه‌های بین‌المللی این واحد مسئول مدیریت ارتباطات ارتش اسرائیل با رسانه‌های بین‌المللی و شکل‌دهی به تصویر ارتش اسرائیل در عرصه عمومی خارجی است.
این واحد همچنین بازیگر کلیدی در تلاش‌های دیپلماسی عمومی اسرائیل است. دکترین نظامی ارتش اسرائیل در سال ۲۰۱۵ بر اهمیت استراتژیک استفاده از قدرت رسانه‌ها تأکید می‌کند؛ جنبه‌های اقتصادی، حقوقی، رسانه‌ای و سیاسی به عنوان بخشی از رویکرد نظامی به اندازه نبرد نظامی در نظر گرفته می‌شوند. از سال ۲۰۰۸، ارتش اسرائیل به‌طور فزاینده‌ای در حضور قوی در مهم‌ترین پلتفرم‌های رسانه‌های اجتماعی نیز سرمایه‌گذاری کرده است.